# Anna Meder

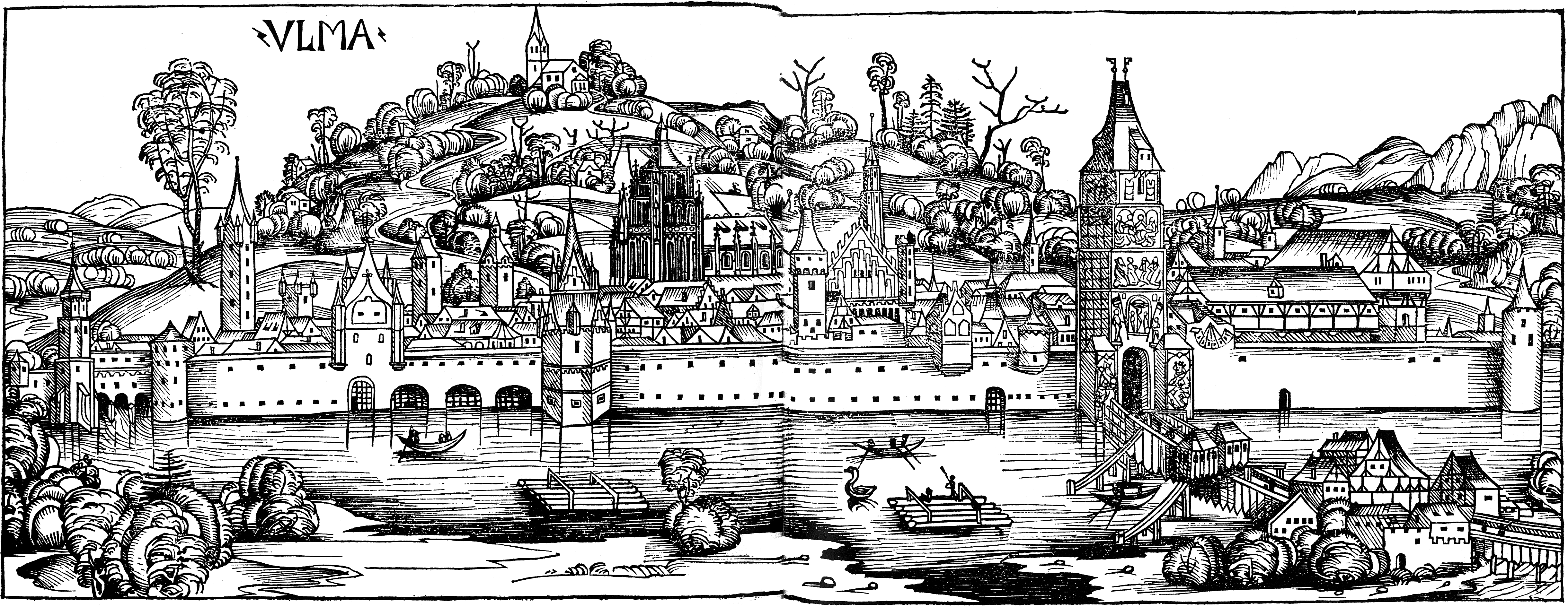
Vue de la ville d'Ulm en 1493

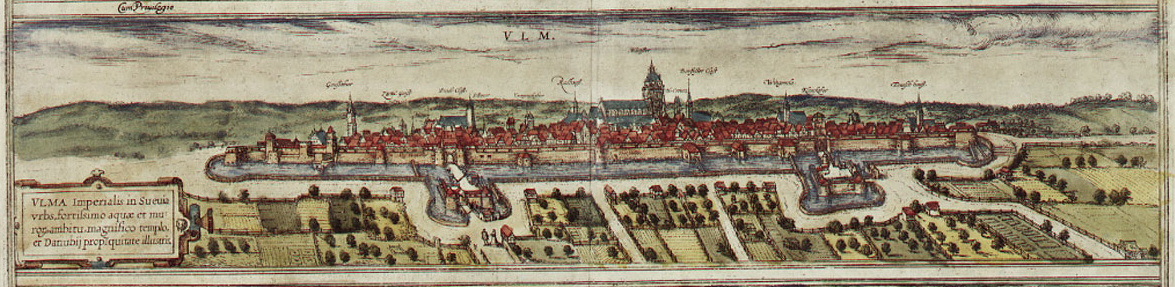
1572

Anna Meder (née Anna Görlin ou Gerlin ou Gerler le 21 octobre 1606 à Steinenkirch et morte en 1649) est une imprimeuse allemande du XVIIe siècle à Ulm.

## Biographie
Son père est un pasteur protestant. Elle épouse l'imprimeur Johann Sebastian Meder (1612-1635, probablement de la peste). Après sa mort, Anna Meder prend la direction de l'imprimerie Mederische Truckerey, engagement courant à l'époque pour une veuve. Le Conseil d'Ulm tente en vain de convaincre son beau-frère de Rostock Michael Meder de reprendre l'atelier d'imprimerie et Anna Meder est ensuite officiellement nommée imprimeuse de la ville d'Ulm le 1er juillet 1636. Elle occupe cette fonction jusqu'en 1637 à Ulm. Durant cette période, elle fait imprimer entre autres la Ulmische Danksagungspredigt du théologien et pédagogue d'Ulm Conrad Dieterich, ainsi que la Leichenpredigt, sermon funéraire d'un médecin d'Ulm renommé, Grégoire Horstius.

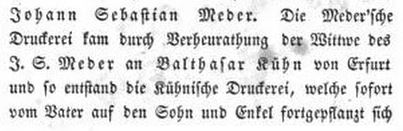
Anna Meder dans Konrad Dietrich Haßlers Œuvre de 1840
Die Buchdrucker-Geschichte Ulm's

En août 1637 Anna Meder épouse Balthasar Kühn (1615-1667), un imprimeur d'Erfurt qui dirige dès lors l'imprimerie officielle de la ville d'Ulm pour un salaire de 40 florins. De cette union naissent trois filles et un fils nommé Christian Balthasar Kühn (1644–1678). Celui-ci reprend la gestion de l'imprimerie à la mort de son père.

## Impressions (Sélection)
- Ulmische Danksagungspredigt des Konrad Dieterich. Ulm 1636 (imprimé à Ulm par Johann=Sebastian Meders S. Wittib. Anno M. DC. XXXVI.), VD17 23:630553N. Leichenpredigt für Gregor Horstius. Ulm 1636, 88 pages.